# كيغي كوغيما
كيغي كوغيما (باليابانية: 小嶋敬二؛ بالكانا: こじま けいじ) هو متسابق دراجات هوائية ياباني، ولد في 9 نوفمبر 1969 في كانازاوا في اليابان.

## وصلات خارجية
- كيغي كوغيما على موقع أوليمبيديا (الإنجليزية)